# Persephone Books
Persephone Books es una editorial independiente con sede en Bath. Fundada en 1999 por Nicola Beauman, Persephone Books reimprime obras fundamentalmente de escritoras de finales del siglo XIX y XX, aunque también se publican algunos libros de autoría masculina. El catálogo incluye ficción (novelas y cuentos) y no ficción (diarios, memorias y libros de cocina). La mayoría de los libros tienen una sobrecubierta gris y guardas con un diseño contemporáneo, con un marcador a juego.
La empresa vende libros principalmente a través de su sitio web, pero también mantiene una tienda en Bath.

## Historia
Persephone Books fue fundada como una editorial de venta por correo en la primavera de 1999 por la escritora Nicola Beauman, después de recibir una pequeña herencia de su padre. Beauman nombró a la compañía Perséfone en honor a la diosa griega relacionada con la primavera que es "tanto 'víctima como amante'". Beauman quería cambiar radicalmente la devaluación de las escritoras en la cultura literaria y restaurar obras previamente perdidas según el canon occidental. Se inspiró en Virago Press, que había publicado su primer libro A Very Great Profession: The Woman's Novel 1914-39, y su compromiso con la reimpresión de clásicos olvidados de la literatura femenina.
Las primeras oficinas de la empresa estaban en Clerkenwell, Londres. Las ventas al principio fueron modestas, pero su reimpresión de 2000 de Miss Pettigrew Lives for a Day, el libro número 21 de la editorial, se convirtió en un éxito de ventas con más de 100.000 ventas en 2012. El éxito de Miss Pettigrew permitió a la compañía establecer una nueva tienda. en Lamb's Conduit en Bloomsbury, donde permaneció durante dos décadas. En mayo de 2021, se cerró la tienda de Bloomsbury y la empresa se trasladó a Edgar Buildings en Bath.

## Publicaciones
La mayoría de las publicaciones de Perséfone se publican en un color gris uniforme, con guardas que reproducen impresiones o patrones del año de la primera impresión del libro. Por ejemplo, las guardas de They Knew Mr. Knight representan una ciudad industrial en colores oscuros, lo que refleja el tema del título. Cada libro está tipográfiado en ITC Baskerville. El diseño se inspiró en la simplicidad de Penguin Books de la década de 1930 y el diseño de publicaciones francesas.
La mayoría de los títulos del catálogo fueron escritos por mujeres a principios o mediados del siglo XX y se centran en representaciones del hogar. De esta manera, Perséfone combina tanto el modernismo como la literatura feminista. Se describe que el catálogo contiene "el tipo de libros en los que suceden cosas muy silenciosas de formas muy dramáticas a personas perfectamente normales sin que nadie lo piense dos veces". En algunos casos, el editor ha adoptado la etiqueta de "intermedio" para combinar la sensibilidad literaria y el deseo de impulsar la trama en sus selecciones de libros. También se incluyen libros de cocina, memorias y cartas coleccionables.
Persephone Books también publica la revista Persephone Biannually (en su momento Persephone Quarterly) para suscriptores, que incluye artículos sobre sus publicaciones más recientes.

## Escritoras

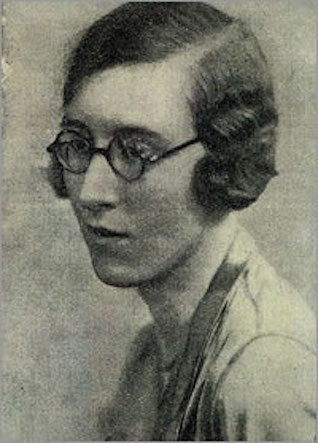
Barbara Noble

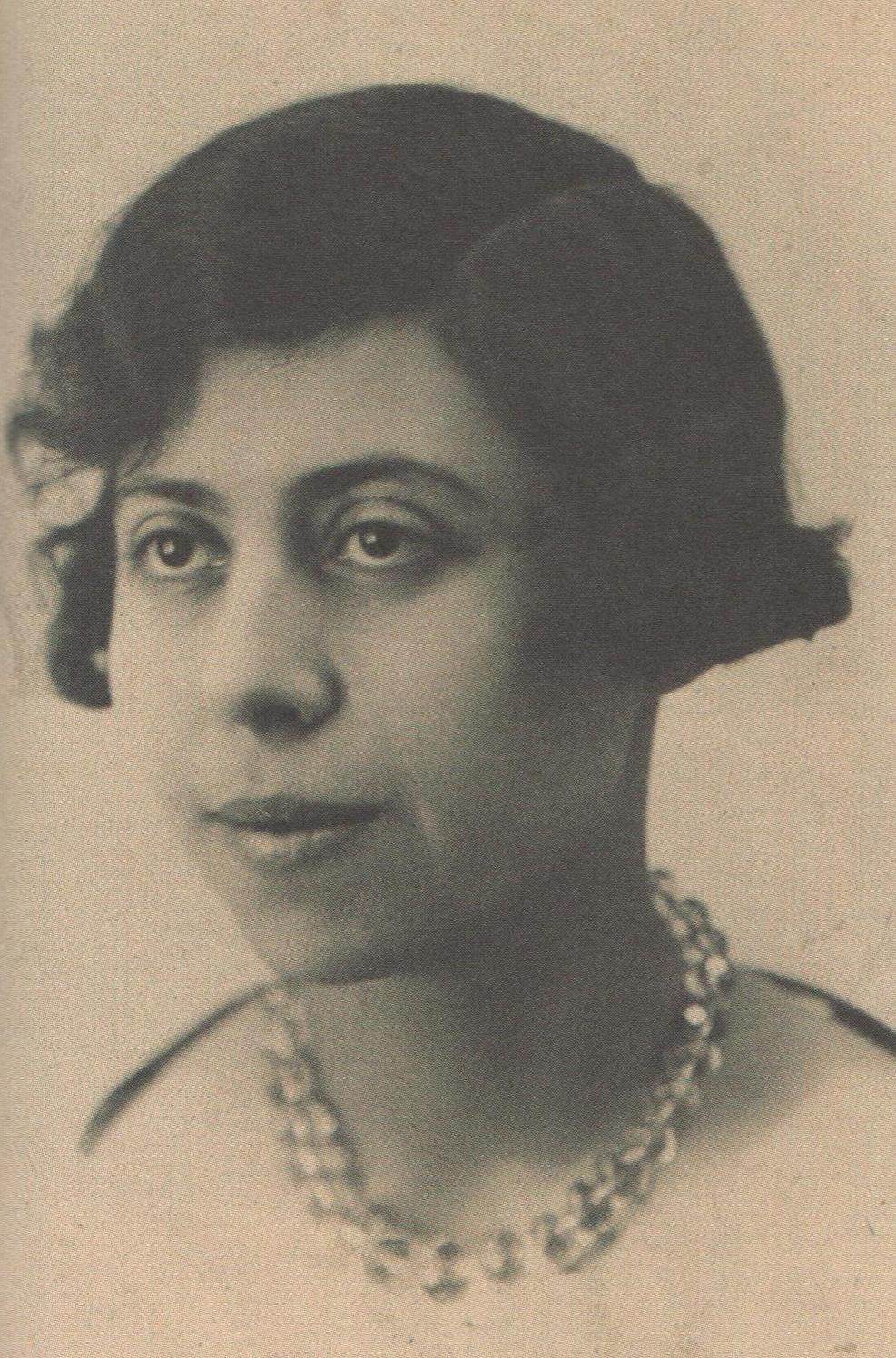
Irène Némirovsky

Entre las escritoras publicadas por Persephone Books podemos señalar las siguientes:
- Elisabeth de Waal
- Elizabeth Anna Hart
- Margaret Bonham
- Dorothy Whipple
- Gladys Huntington
- Cicely Hamilton
- Monica Dickens
- Susan Glaspell
- Robin Hyde
- Etty Hillesum
- Marghanita Laski
- Dorothy Canfield Fisher
- Mollie Panter-Downes
- Vere Hodgson
- Florence White
- Judith Viorst
- E. M. Delafield
- Betty Miller
- Elizabeth Berridge
- Noel Streatfeild
- Oriel Malet
- Isobel English
- Ruth Adam
- Winifred Watson
- Virginia Graham
- Amy Levy
- Richmal Crompton
- Katherine Mansfield
- Eleanor Graham
- Frances Hodgson Burnett
- Agnes Jekyll
- Jocelyn Playfair
- Thea Holme
- Emma Smith
- Denis Mackail
- Susan Miles
- Elizabeth Anna Hart
- Julia Strachey
- Anna Gmeyner
- Elizabeth Cambridge
- Elisabeth Sanxay Holding
- Leonard Woolf
- Frances Towers
- Ambrose Heath
- Barbara Euphan Todd
- Lettice Cooper
- Margaret Bonham
- Helen Ashton
- Hilda Bernstein
- Duff Cooper
- Ruby Ferguson
- Georges, Vicomte de Mauduit
- Virginia Woolf
- R. C. Sherriff
- Ethel Wilson
- Norah Hoult
- Barbara Noble
- Molly Hughes
- Kay Smallshaw
- Joanna Cannan
- Diana Gardner
- Rachel Ferguson
- Muriel Stuart
- Dorothy B. Hughes
- Patience Gray
- Primrose Boyd
- Winifred Peck
- Edith Henrietta Fowler
- Mathilde Wolff-Mönckeberg
- Winifred Holtby
- Penelope Mortimer
- Maud Pember Reeves
- Lucy H. Yates
- D. E. Stevenson
- Arthur Hugh Clough
- Christine Longford
- Maria Eliza Rundell
- Irène Némirovsky
- Beth Gutcheon
- Mrs Oliphant
- Diana Athill
- Adam Ferguson
- Constance Maud
- Elizabeth Jenkins
- John Coates
- Helen Hull
- Enid Bagnold
- Eugenia Ginzburg
- Jonathan Smith
- Rosalind Murray
- Sally Carson

## Otras lecturas
- Housham, Jane (9 de octubre de 2012). «The Persephone Book of Short Stories - review» (en inglés). Consultado el 30 de abril de 2021.
- Thorpe, Vanessa (26 de abril de 2008). «How a 1938 novel led to a surprise box-office hit» (en inglés).